# Праздники Италии
Ниже перечислены выходные и праздничные дни Итальянской Республики:

## Выходные дни
Выходными днями в Италии являются все воскресные дни, а также нижеследующие дни в случаях, если они выпадают на рабочий день. Праздничными днями считаются также день святого покровителя конкретной местности, который определяется на местном уровне, и День национального единства, который отмечается в первое воскресенье ноября:
| Дата                        | Название                               | Оригинальное название              | Примечания                                                          |
| --------------------------- | -------------------------------------- | ---------------------------------- | ------------------------------------------------------------------- |
| 1 января                    | Новый год                              | Capodanno                          |                                                                     |
| 6 января                    | Богоявление                            | Epifania                           |                                                                     |
| 1-й понедельник после Пасхи | Пасхальный понедельник                 | Lunedì dell’Angelo, Pasquetta      | Определяется в соответствии с пасхальным циклом Католической церкви |
| 25 апреля                   | День освобождения от нацизма и фашизма | Liberazione dal nazifascismo       | Освобождение территории Италии от нацистской оккупации в 1945 году  |
| 1 мая                       | День Труда                             | Festa dei Lavoratori               |                                                                     |
| 2 июня                      | День Республики                        | Festa della Repubblica             | День Конституционного референдума в 1946 году                       |
| 15 августа                  | Вознесение Девы Марии или Феррагосто   | Assunzione di Maria или Ferragosto |                                                                     |
| 1 ноября                    | День всех святых                       | Ognissanti или Tutti i santi       |                                                                     |
| 8 декабря                   | Непорочное зачатие Девы Марии          | Immacolata Concezione              |                                                                     |
| 25 декабря                  | Рождество Христово                     | Natale di Gesù                     |                                                                     |
| 26 декабря                  | День Святого Стефана                   | Santo Stefano                      |                                                                     |

## Прочие праздники
Кроме вышеприведённых праздников, имеются также другие, в которые на государственных учреждениях вывешиваются национальные флаги, но эти дни остаются рабочими:
| Дата        | Название                                                                                     | Оригинальное название                                                                       | Примечания                                                                                          |
| ----------- | -------------------------------------------------------------------------------------------- | ------------------------------------------------------------------------------------------- | --------------------------------------------------------------------------------------------------- |
| 10 февраля  | День памяти истрийцев, фьюмианцев и далматов                                                 | Giorno del ricordo degli istriani, fiumani e dalmati                                        | Массовый исход этнических итальянцев с территории Югославии после окончания Второй мировой войны    |
| 11 февраля  | День Латеранских соглашений                                                                  | Patti lateranensi                                                                           | Заключение Латеранских соглашений в 1929 году, согласно которым было образовано государство Ватикан |
| 28 сентября | День народного восстания в Неаполе против нацистов и фашистов                                | Insurrezione popolare di Napoli contro i nazifascisti                                       | Народное восстание в Неаполе в 1943 году                                                            |
| 4 октября   | День святых Франциска и святой Екатерины, покровителей Италии                                | San Francesco e Santa Caterina, patroni d’Italia                                            | Святые Франциск Ассизский и Екатерина Сиенская                                                      |
| 4 ноября    | Праздник национального единства                                                              | Festa dell’Unità nazionale                                                                  | Окончание Первой мировой войны в 1918 году                                                          |
| 12 ноября   | День памяти погибших военных и гражданских во время международных миссий по поддержанию мира | Giornata del ricordo dei Caduti militari e civili nelle missioni internazionali per la pace | |
| 12 ноября   | День памяти пропавших в море моряков                                                         | Giornata della memoria dei marinai scomparsi in mare                                        | |

## Прочие особые дни
Кроме вышеперечисленных дней, в Италии отмечаются около тридцати различных дат, установленных национальным правительством и международными организациями. Они не считаются праздничными днями и на государственном уровне по их поводу не проводятся никаких мероприятий.